# Ninfa dello scorpione
(Charles Baudelaire, Curiosità estetiche, 1868, p. 69)
Ninfa dello scorpione (in francese Nymphe au Scorpion; in russo Нимфа, ужаленная скорпионом?, Nimfa, užalennaja skorpionom) è il nome dato a due sculture realizzate da Lorenzo Bartolini, una situata al museo del Louvre di Parigi e l'altra al museo dell'Ermitage di San Pietroburgo. Un modello in gesso è conservato alla galleria dell'Accademia di Firenze.

## Storia

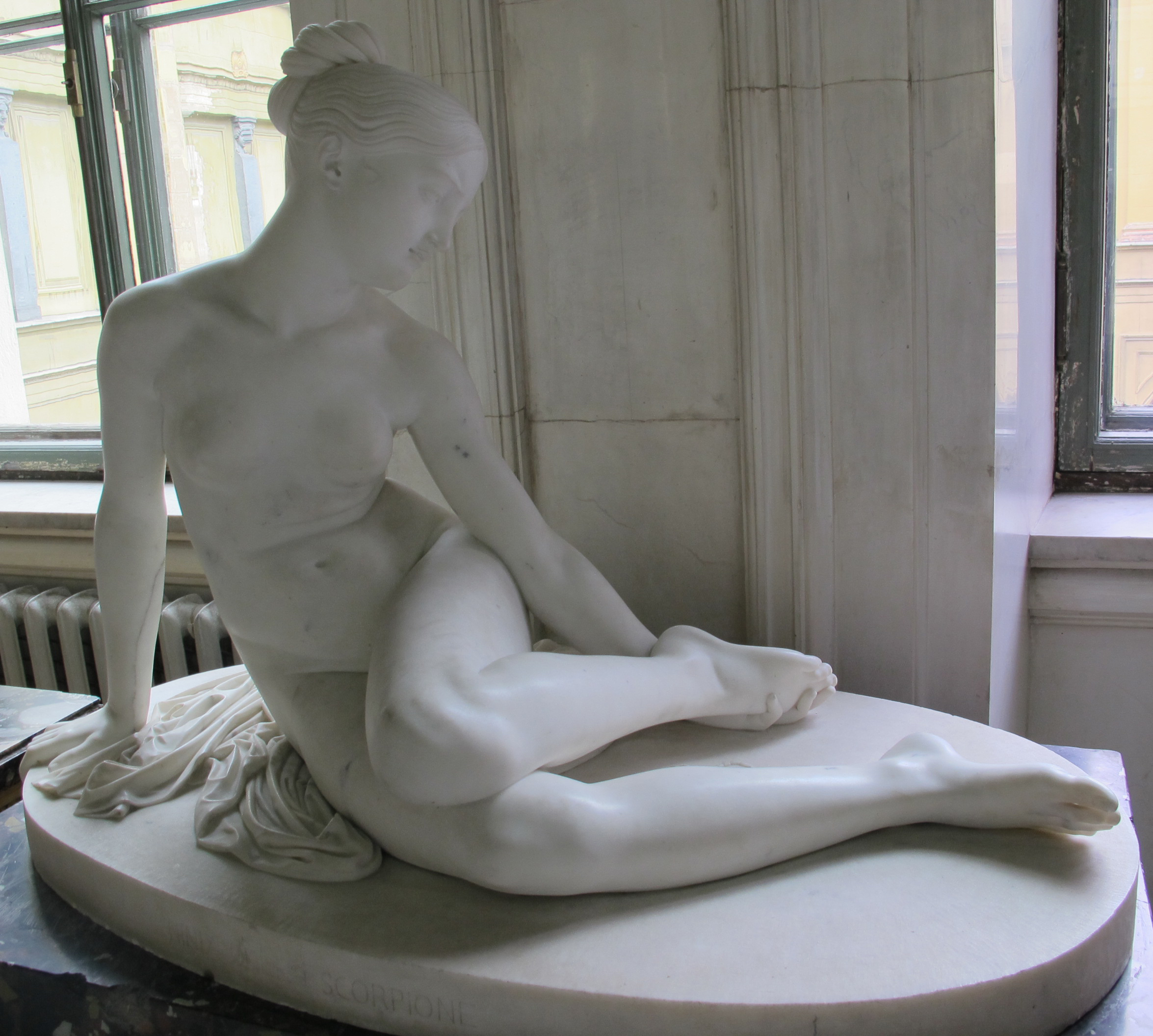
La versione di San Pietroburgo.

La prima versione risale al 1835 e venne esposta al Salon parigino del 1845, dove l'opera venne ben accolta. La scultura venne acquistata dal principe Charles de Beauvau per il suo castello situato ad Haroué nel 1843 e in seguitò finì al museo del Louvre.
La seconda versione venne commissionata dallo zar Nicola I di Russia, il quale aveva visitato lo studio dell'artista tra la fine del 1845 e l'inizio del 1846. Bartolini morì nel 1850, lasciando l'opera incompiuta, e questa (assieme alla Ninfa del serpente, un'altra statua non completata dall'artista) venne ultimata dal suo allievo Giovanni Dupré. Dupré stesso ricorda nelle sue memorie i vari particolari della statua ancora da rifinire e di come egli l'abbia portata a termine.

## Descrizione

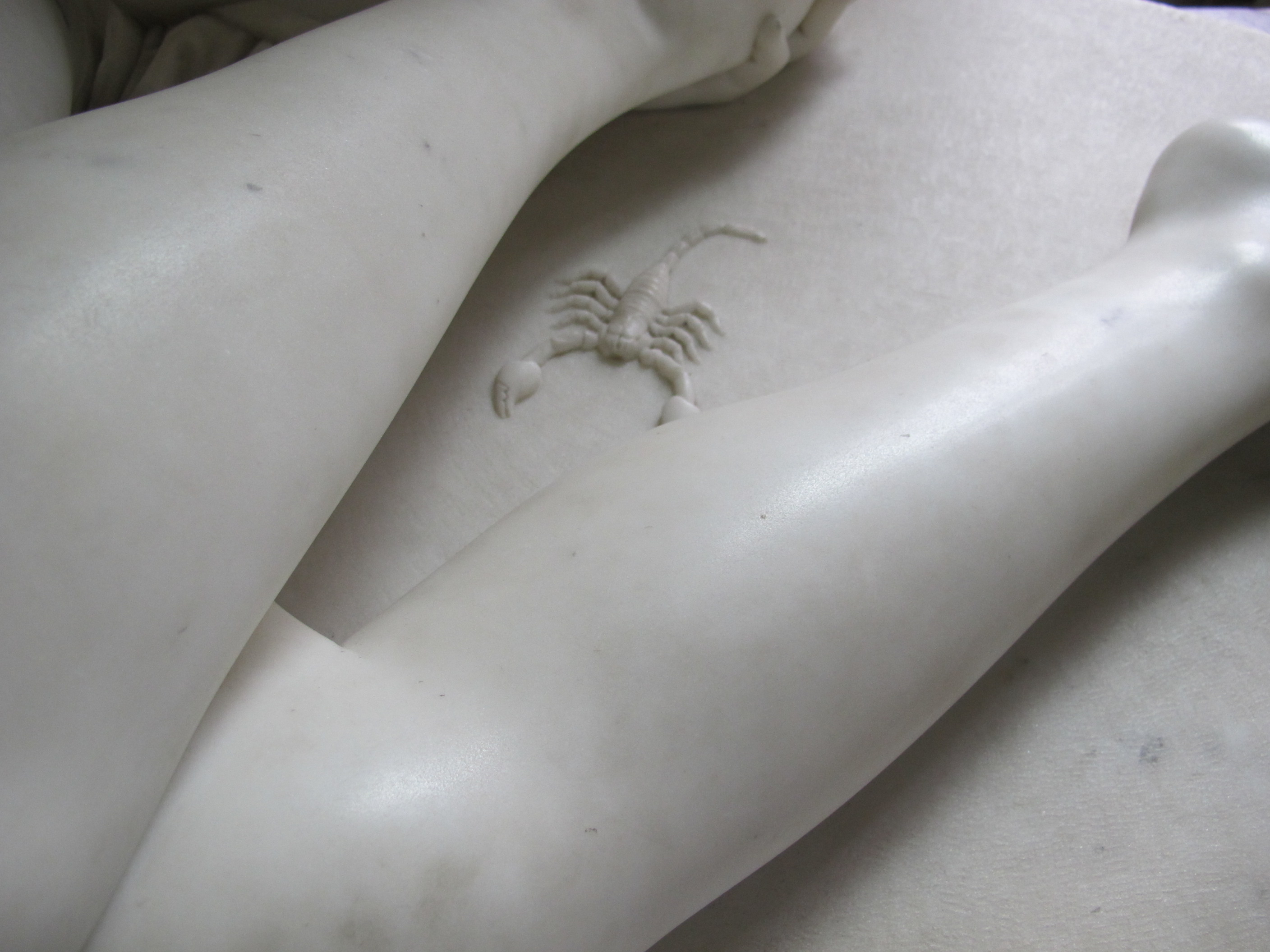
Lo scorpione nella versione dell'Ermitage.

La statua raffigura una giovane ninfa nuda che è stata appena punta da uno scorpione. La ninfa è distesa e controlla il proprio piede ferito. La nudità del soggetto non ha un rimando sensuale, ma anzi ne evidenzia la purezza, come nell'opera La fiducia in Dio realizzata dallo stesso artista nel 1835. Il volto della ragazza è contorto in una leggera smorfia a causa del dolore della puntura dello scorpione e la bocca è leggermente socchiusa. L'armonia dell'immagine classica viene rotta da Lorenzo Bartolini attraverso delle piccole distorsioni sulle spalle e sulle braccia.